# HD 178911 Bb
HD 178911 Bb是一顆位於天琴座的太陽系外行星，由 Zucker 等人以徑向速度法發現於2001年。該行星的質量下限是木星的7.35倍，屬於氣體距行星。該行星的軌道週期是7.15日，半振幅346.9 m/s。

## 外部連結
- . Exoplanets.   [2012-11-24]. （原始内容存档于2012-03-04）.
- . Extrasolar Visions.   [2012-11-24]. （原始内容存档于2012-05-23）.